# Kostel svatého Jana Křtitele (Dolní Žďár)
Kostel svatého Jana Křtitele je římskokatolický kostel v Horním Žďáru. Horní Žďár se stal po 2. sv. válce částí obce Hajnice. Kostel je chráněn jako kulturní památka České republiky.

## Historie
Původně jednolodní gotický kostel byl založen v roce 1350 a již v roce 1384 byl farní. Od roku 1530 do roku 1600 byl kostel protestantský. Po roce 1620 byla obec přifařena k Maršovu a v roce 1717 ke Starým Bukům. Od roku 1786 byl kostel opět farní. V roce 1600 byl přestavěn ve stylu pozdní gotiky a později upraven novodobě. Je dokladem středověkého osídlení obce. Na věži je zvon z roku 1603 s nápisem „Jasným hlasem vzdávám díky bohu a lidem připomínám jejich smrtelnost“. Kostel byl několikrát opravován. V současnosti je cenný gotický kostel uzavřený a nevyužívaný, bez mobiliáře.

## Okolí kostela
Kolem kostela je dobrovolným spolkem „NaŽďar“ a dalšími dobrovolníky udržován historický hřbitov s obvodovou zdí. Vedle hřbitova je památník místních obětí 1. světové války a kříž z roku 1812.

## Bohoslužby
Bohoslužby se pravidelně v kostele nekonají.

## Galerie

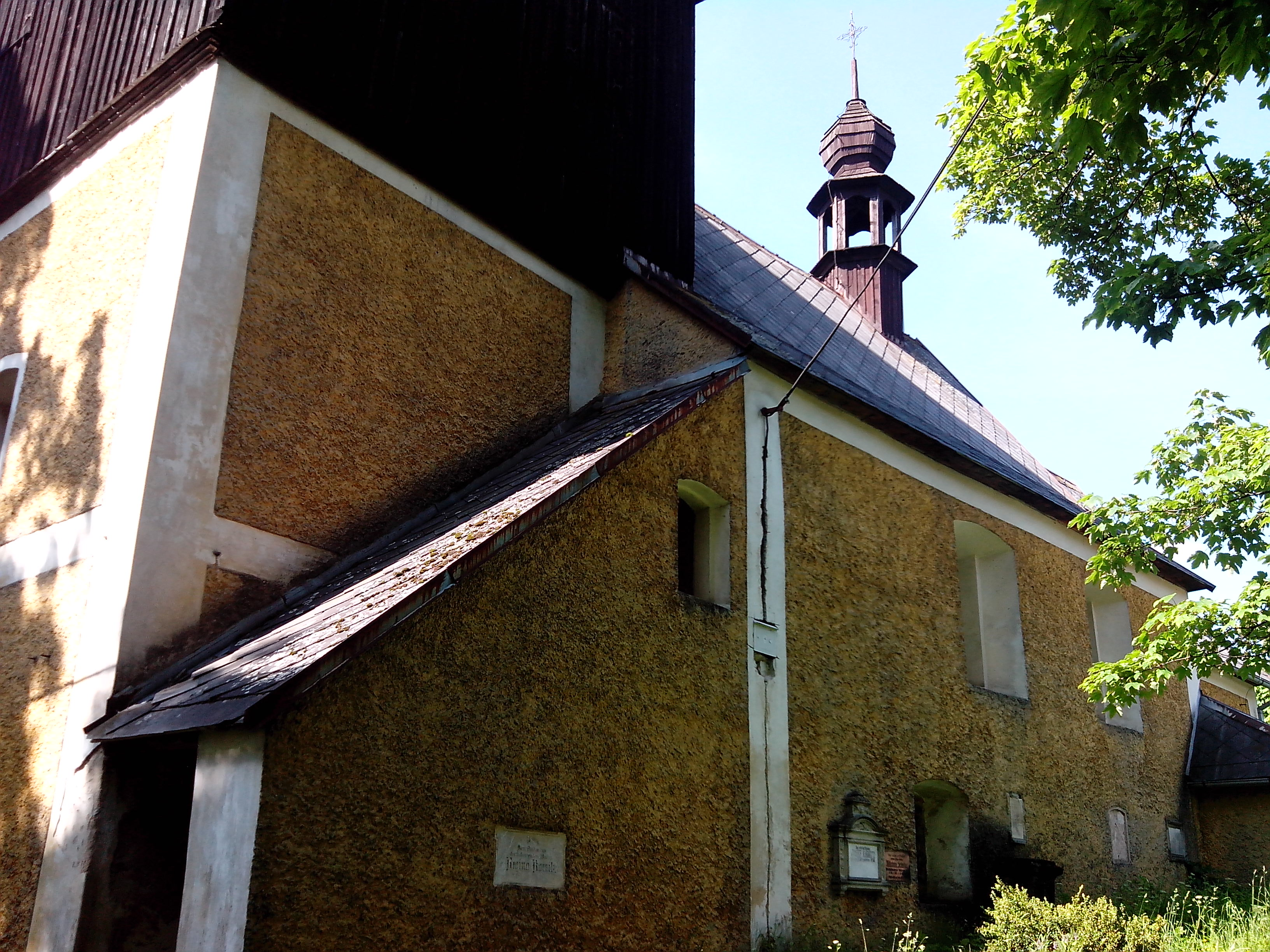
Kostel
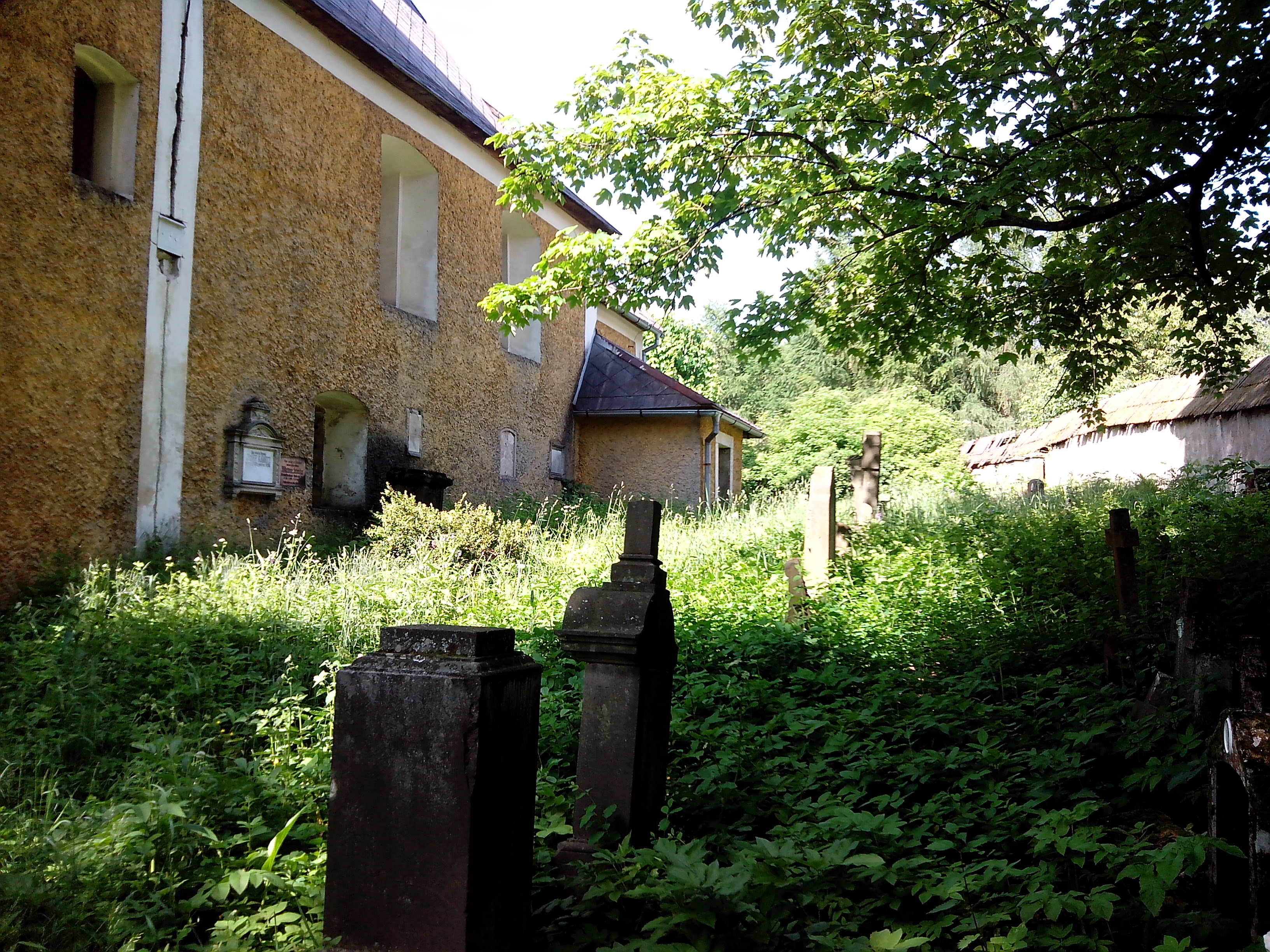
Hřbitov